# Igor Solopov

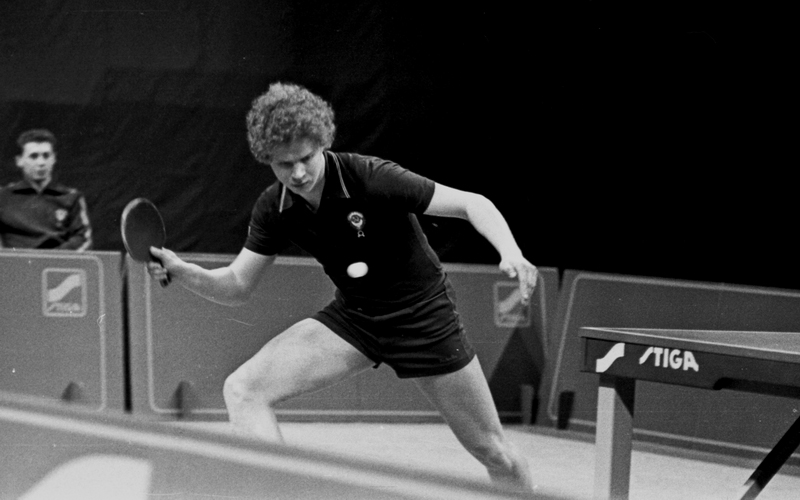
Igor Solopov 1983

Igor Solopov (russisch Игорь Солопов, Igor Solopow; * 17. April 1961 in Magnitogorsk, UdSSR; † 12. Juni 2019) war ein russischer und estnischer Tischtennisspieler. Er nahm siebenmal an Weltmeisterschaften teil.

## Jugend
Mit 11 Jahren kam Solopov zum Tischtennissport. Er begann als Angriffsspieler, nach einem Jahr stellte er auf Abwehr um. Bei den Jugendeuropameisterschaften holte er dreimal Mannschaftsgold: 1976 und 1978 mit Estland sowie 1977 mit der UdSSR. 1978 wurde er zudem Vizeeuropameister im Einzel. Obwohl ursprünglich Angriffsspieler fiel er im Defensivspiel 1981 vor allem durch seine enorme Sicherheit – weniger durch Konterstärke – auf.

## Erwachsene
Von 1977 bis 1985 vertrat er die UdSSR fünfmal bei Weltmeisterschaften. 1978 holte er bei der Europameisterschaft mit der Mannschaft Bronze. 1980 und 1981 gewann er die nationale UdSSR-Meisterschaft im Einzel.
1979 übersiedelte Solopov in die estnische Hauptstadt Tallinn. Als er sich 1985 mit den Tischtennisfunktionären der UdSSR zerstritt, trat er mehrere Jahre nicht mehr bei internationalen Veranstaltungen auf. 1992 feierte er ein Comeback. In der Folge trat er international nur noch für Estland an. Er qualifizierte sich für die Teilnahme an den Olympischen Spielen 1992 und vertrat Estland bei den Weltmeisterschaften 1993 und 1995 sowie bei der Europameisterschaft 1994.
Anfang der 1990er Jahre hielt er sich regelmäßig in Schweden als Sparringspartner der schwedischen Nationalmannschaft auf.

## Privat
Solopov war verheiratet und hatte zwei Töchter.

## Turnierergebnisse
| Verband      | Veranstaltung                         | Jahr | Ort        | Land | Einzel           | Doppel       | Mixed        | Team |
| ------------ | ------------------------------------- | ---- | ---------- | ---- | ---------------- | ------------ | ------------ | ---- |
| EST          | Europameisterschaft                   | 1994 | Birmingham | ENG  | letzte 16        |              |              |      |
| EST          | Jugend-Europameisterschaft (Junioren) | 1978 | Barcelona  | ESP  | Silber           |              |              | 1    |
| URS          | Jugend-Europameisterschaft (Junioren) | 1977 | Vichy      | FRA  |                  |              |              | 1    |
| EST          | Jugend-Europameisterschaft (Junioren) | 1976 | Modling    | AUT  |                  |              |              | 1    |
| EST          | Olympische Spiele                     | 1992 | Barcelona  | ESP  | sofort ausgesch. | keine Teiln. |              |      |
| EST          | Weltmeisterschaft                     | 1995 | Tianjin    | CHN  | letzte 128       | letzte 64    | Scratched    | 36   |
| EST          | Weltmeisterschaft                     | 1993 | Göteborg   | SWE  | Qual             | letzte 64    | letzte 128   | 30   |
| URS          | Weltmeisterschaft                     | 1985 | Göteborg   | SWE  | letzte 64        | keine Teiln. | letzte 32    | 19   |
| URS          | Weltmeisterschaft                     | 1983 | Tokio      | JPN  | letzte 128       | letzte 64    | letzte 16    | 16   |
| URS          | Weltmeisterschaft                     | 1981 | Novi Sad   | YUG  | letzte 128       | Scratched    | letzte 16    | 14   |
| URS          | Weltmeisterschaft                     | 1979 | Pyongyang  | PRK  | letzte 64        | letzte 16    | letzte 64    | 7    |
| URS          | Weltmeisterschaft                     | 1977 | Birmingham | ENG  | letzte 64        | Qual         | keine Teiln. | 7    |
| Quelle: ITTF |                                       |      |            |      |                  |              |              |      |